# 小谷豊
小谷 豊（こたに ゆたか、1962年 - ）は、日本のサッカー指導者。株式会社AS Japan代表取締役。
宮城県石巻市生まれ。主に学生サッカーの指導者として活動する。
スポーツ施設への人工芝の普及に取り組み、2000年に株式会社AS Japanを設立した。日本初のエアドーム施設やヨーロッパのスポーツパビリオン施設などの建設をてがける。